# Prix Nobel de physique

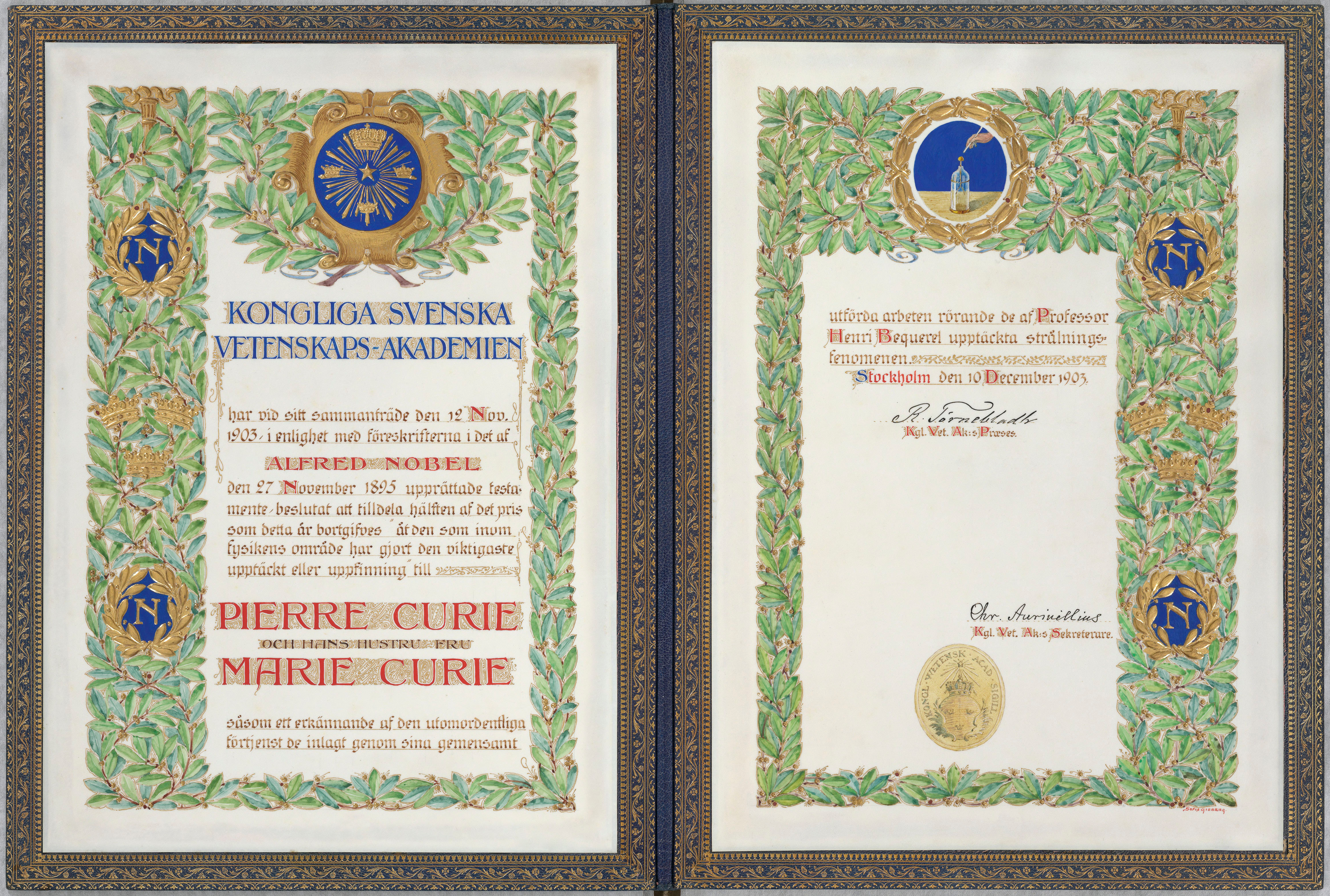
Le diplôme du prix Nobel de physique 1903 attribué pour moitié au couple constitué de Pierre et Marie Curie, l'autre moitié étant attribuée à Henri Becquerel, dont le nom figure sur la récompense attribuée au couple.

Le prix Nobel de physique est une récompense attribuée par la fondation Nobel, selon les dernières volontés du testament du chimiste Alfred Nobel. Il distingue des figures scientifiques éminentes ayant rendu de grands services à l'humanité par une œuvre et des travaux considérés comme une exceptionnelle contribution en physique. Le prix est décerné chaque année en octobre par les membres de l'Académie royale des sciences de Suède. Après la publication du nom du lauréat début octobre, la médaille et le diplôme de la fondation sont officiellement remis par le roi de Suède le 10 décembre suivant, jour anniversaire de la mort du fondateur du prix.
Pendant une dizaine d'années, ce prix Nobel a été doté d'un montant de dix millions de couronnes suédoises, soit un peu plus d'un million d'euros. Cependant en juin 2012, la fondation Nobel a décidé que les lauréats des prix recevraient une gratification inférieure de 20 % à celle versée à leurs prédécesseurs. La raison de cette révision à la baisse « est une mesure nécessaire pour éviter de mettre en péril le capital de la fondation qui finance les prix sur le long terme », compte tenu de la crise financière. Depuis, le montant de la dotation annuelle s'élève à huit millions de couronnes suédoises (soit environ 920 000 € en 2012).

## Désignation des lauréats
Selon le testament d'Alfred Nobel, le prix doit récompenser « la découverte ou l'amélioration la plus importante en physique ». Nobel voulait qu'il soit attribué par l'Académie royale des sciences de Suède, comme pour le prix en chimie. L'Académie délègue l'étude des candidatures au comité Nobel, qui dépend de la fondation Nobel, déterminant la spécificité de chacune des branches à récompenser. Les membres du comité sont au nombre de cinq. Ils sont désignés par cooptation parmi les membres de l'Académie royale pour une période de trois ans. Ceux-ci s'appuient sur différentes figures d'autorité extérieures au comité pour établir leurs nominations : physiciens reconnus, cercles d'éminents professeurs en université, associations de chercheurs, anciens lauréats du prix, dirigeants de grands centres nationaux ou internationaux de recherches scientifiques… Des courriers du comité sont envoyés à l'automne afin d'être retournés pour le choix du lauréat de l'année suivante. Il est naturellement interdit à chacune des personnes sollicitées de voter pour elle-même. Plusieurs centaines de propositions annuelles, obligatoirement argumentées et détaillées, sont ainsi soumises au comité qui en étudie la fiabilité, la légitimité et la crédibilité. Le comité ne conserve qu'une cinquantaine de candidatures soumises dès le printemps aux autres académiciens qui doivent souscrire à quelques recommandations. La liste finale, statuée par le comité Nobel, comprend cinq noms ou groupes de noms associés à une recherche précise. L'élection du ou des lauréats se fait en octobre au scrutin majoritaire. Tous les membres de l'Académie royale participent au vote. L'identité du ou des récipiendaires est révélée lors d'une conférence de presse officielle. Les nominations et le cadre des délibérations sont normalement tenus secrets pour cinquante années avant que les archives de la fondation Nobel soient ouvertes. Les jurés sont obligés de respecter l'instruction du testament d'Alfred Nobel : « a fait ses preuves avec le temps », pour attribuer le prix. Entre la découverte du scientifique et sa désignation en tant que récipiendaire peut s'écouler une période très longue, jusqu'à plusieurs dizaines d'années. Ainsi, Subrahmanyan Chandrasekhar fut honoré en 1983 pour ses recherches sur la structure et l’évolution des étoiles qui dataient des années 1930. Comme le prix ne peut être attribué à titre posthume, des savants dont l'œuvre a été primordiale dans l'amélioration des connaissances en physique n'ont pu être récompensés.

## Liste des lauréats
Ce tableau présente la liste des 227 lauréats du prix Nobel de physique depuis sa création en 1901 jusqu'en 2024. Les citations présentées sont directement traduites du site de la fondation Nobel, avec l'autorisation de l'Académie des Sciences de Suède, mais sous la seule responsabilité du traducteur. Les fractions de prix attribuées aux bénéficiaires sont décidées au coup par coup, en même temps que l'attribution des prix. C'est pourquoi elles sont indiquées sur le tableau.
Le prix n'a pas été décerné à six reprises (1916, 1931, 1934 et 1940, 1941, 1942).  
| Année | Nom                                 | Partage | Pays                                                               | Citation | Citation |
| 1901  | Wilhelm Conrad Röntgen              | 1       | Allemagne                                                          | En témoignage des services extraordinaires rendus par sa découverte des remarquables rayons ultérieurement nommés d'après lui. | En témoignage des services extraordinaires rendus par sa découverte des remarquables rayons ultérieurement nommés d'après lui. |
| 1902  | Hendrik Lorentz                     | 1/2     | Pays-Bas                                                           | En témoignage du service extraordinaire rendu par leurs recherches sur l'influence du magnétisme sur les phénomènes de radiation. | En témoignage du service extraordinaire rendu par leurs recherches sur l'influence du magnétisme sur les phénomènes de radiation. |
| 1902  | Pieter Zeeman                       | 1/2     | Pays-Bas                                                           | En témoignage du service extraordinaire rendu par leurs recherches sur l'influence du magnétisme sur les phénomènes de radiation. | En témoignage du service extraordinaire rendu par leurs recherches sur l'influence du magnétisme sur les phénomènes de radiation. |
| 1903  | Antoine Henri Becquerel             | 1/2     | France                                                             | En témoignage des services extraordinaires rendus par sa découverte de la radioactivité spontanée. | En témoignage des services extraordinaires rendus par sa découverte de la radioactivité spontanée. |
| 1903  | Pierre Curie                        | 1/4     | France                                                             | En témoignage des services extraordinaires rendus par leurs recherches conjointes sur les phénomènes radiatifs découverts par le Pr Henri Becquerel. | En témoignage des services extraordinaires rendus par leurs recherches conjointes sur les phénomènes radiatifs découverts par le Pr Henri Becquerel. |
| 1903  | Marie Curie, née Skłodowska         | 1/4     | France                                                             | En témoignage des services extraordinaires rendus par leurs recherches conjointes sur les phénomènes radiatifs découverts par le Pr Henri Becquerel. | En témoignage des services extraordinaires rendus par leurs recherches conjointes sur les phénomènes radiatifs découverts par le Pr Henri Becquerel. |
| 1904  | Lord Rayleigh (John William Strutt) | 1       | Royaume-Uni                                                        | Pour ses recherches sur les densités des gaz les plus importants, et pour sa découverte de l'argon en relation avec ces études. | Pour ses recherches sur les densités des gaz les plus importants, et pour sa découverte de l'argon en relation avec ces études. |
| 1905  | Philipp Eduard Anton von Lenard     | 1       | Allemagne                                                          | Pour ses travaux sur les rayons cathodiques. | Pour ses travaux sur les rayons cathodiques. |
| 1906  | Joseph John Thomson                 | 1       | Royaume-Uni                                                        | En témoignage des grands mérites de ses recherches théoriques et expérimentales sur la conduction de l'électricité par les gaz. | En témoignage des grands mérites de ses recherches théoriques et expérimentales sur la conduction de l'électricité par les gaz. |
| 1907  | Albert A. Michelson                 | 1       | États-Unis                                                         | Pour ses instruments optiques de précision et les recherches spectroscopiques et métrologiques menées avec eux. | Pour ses instruments optiques de précision et les recherches spectroscopiques et métrologiques menées avec eux. |
| 1908  | Gabriel Lippmann                    | 1       | Luxembourg                                                         | Pour sa méthode de reproduction photographique des couleurs basée sur le phénomène d'interférence. | Pour sa méthode de reproduction photographique des couleurs basée sur le phénomène d'interférence. |
| 1909  | Guglielmo Marconi                   | 1/2     | Italie                                                             | En témoignage de leurs contributions au développement de la télégraphie sans fil. | En témoignage de leurs contributions au développement de la télégraphie sans fil. |
| 1909  | Karl Ferdinand Braun                | 1/2     | Allemagne                                                          | En témoignage de leurs contributions au développement de la télégraphie sans fil. | En témoignage de leurs contributions au développement de la télégraphie sans fil. |
| 1910  | Johannes Diderik van der Waals      | 1       | Pays-Bas                                                           | Pour ses travaux sur l'équation d'état des gaz et liquides. | Pour ses travaux sur l'équation d'état des gaz et liquides. |
| 1911  | Wilhelm Wien                        | 1       | Allemagne                                                          | Pour ses découvertes au sujet des lois du rayonnement de la chaleur. | Pour ses découvertes au sujet des lois du rayonnement de la chaleur. |
| 1912  | Nils Gustaf Dalén                   | 1       | Suède                                                              | Pour l'invention des régulateurs automatiques utilisés avec des accumulateurs de gaz pour l'éclairage des phares et balises. | Pour l'invention des régulateurs automatiques utilisés avec des accumulateurs de gaz pour l'éclairage des phares et balises. |
| 1913  | Heike Kamerlingh Onnes              | 1       | Pays-Bas                                                           | Pour ses recherches sur les propriétés de la matière aux basses températures, qui conduisirent, entre autres, à la production d'hélium liquide. | Pour ses recherches sur les propriétés de la matière aux basses températures, qui conduisirent, entre autres, à la production d'hélium liquide. |
| 1914  | Max von Laue                        | 1       | Allemagne                                                          | Pour sa découverte de la diffraction des rayons X par les cristaux. | Pour sa découverte de la diffraction des rayons X par les cristaux. |
| 1915  | William Henry Bragg                 | 1/2     | Royaume-Uni                                                        | Pour leurs contributions à l'analyse de la structure cristalline au moyen des rayons X. | Pour leurs contributions à l'analyse de la structure cristalline au moyen des rayons X. |
| 1915  | William Lawrence Bragg              | 1/2     | Royaume-Uni                                                        | Pour leurs contributions à l'analyse de la structure cristalline au moyen des rayons X. | Pour leurs contributions à l'analyse de la structure cristalline au moyen des rayons X. |
| 1916  | Non décerné                         | 1       | Montant alloué aux fonds spéciaux de cette section du Prix.        | Montant alloué aux fonds spéciaux de cette section du Prix. | Montant alloué aux fonds spéciaux de cette section du Prix. |
| 1917  | Charles Glover Barkla               | 1       | Royaume-Uni                                                        | Pour sa découverte des rayonnements Röntgen caractéristiques des divers éléments. | Pour sa découverte des rayonnements Röntgen caractéristiques des divers éléments. |
| 1918  | Max Karl Ernst Ludwig Planck        | 1       | Allemagne                                                          | En témoignage des services rendus à l'avancement de la physique par la découverte des quanta d'énergie. | En témoignage des services rendus à l'avancement de la physique par la découverte des quanta d'énergie. |
| 1919  | Johannes Stark                      | 1       | Allemagne                                                          | Pour sa découverte de l'effet Doppler dans les rayons canaux et de la séparation des raies spectrales par un champ électrique. | Pour sa découverte de l'effet Doppler dans les rayons canaux et de la séparation des raies spectrales par un champ électrique. |
| 1920  | Charles Édouard Guillaume           | 1       | Suisse                                                             | En témoignage des services rendus aux mesures de précision en physique par la découverte des anomalies des alliages d'acier au nickel. | En témoignage des services rendus aux mesures de précision en physique par la découverte des anomalies des alliages d'acier au nickel. |
| 1921  | Albert Einstein                     | 1       | Allemagne Suisse                                                   | Pour ses contributions à la physique théorique, spécialement pour sa découverte de la loi de l'effet photoélectrique. | Pour ses contributions à la physique théorique, spécialement pour sa découverte de la loi de l'effet photoélectrique. |
| 1922  | Niels Henrik David Bohr             | 1       | Danemark                                                           | Pour ses contributions à la recherche sur la structure des atomes et sur le rayonnement qu'ils émettent. | Pour ses contributions à la recherche sur la structure des atomes et sur le rayonnement qu'ils émettent. |
| 1923  | Robert Andrews Millikan             | 1       | États-Unis                                                         | Pour ses travaux sur la charge élémentaire d'électricité et sur l'effet photoélectrique. | Pour ses travaux sur la charge élémentaire d'électricité et sur l'effet photoélectrique. |
| 1924  | Karl Manne Georg Siegbahn           | 1       | Suède                                                              | Pour ses découvertes et ses recherches dans le domaine de la spectroscopie des rayons X. | Pour ses découvertes et ses recherches dans le domaine de la spectroscopie des rayons X. |
| 1925  | James Franck                        | 1/2     | Allemagne                                                          | Pour leur découverte des lois de la collision d'un électron sur un atome. | Pour leur découverte des lois de la collision d'un électron sur un atome. |
| 1925  | Gustav Hertz                        | 1/2     | Allemagne                                                          | Pour leur découverte des lois de la collision d'un électron sur un atome. | Pour leur découverte des lois de la collision d'un électron sur un atome. |
| 1926  | Jean Baptiste Perrin                | 1       | France                                                             | Pour ses travaux sur la structure discontinue de la matière, et spécialement pour sa découverte de l'équilibre de sédimentation. | Pour ses travaux sur la structure discontinue de la matière, et spécialement pour sa découverte de l'équilibre de sédimentation. |
| 1927  | Arthur Holly Compton                | 1/2     | États-Unis                                                         | Pour sa découverte de l'effet nommé d'après lui. | Pour sa découverte de l'effet nommé d'après lui. |
| 1927  | Charles Thomson Rees Wilson         | 1/2     | Royaume-Uni                                                        | Pour sa méthode pour rendre visibles par condensation de vapeur les trajectoires de particules électriquement chargées. | Pour sa méthode pour rendre visibles par condensation de vapeur les trajectoires de particules électriquement chargées. |
| 1928  | Owen Willans Richardson             | 1       | Royaume-Uni                                                        | Pour ses travaux sur le phénomène thermo-ionique, et spécialement pour sa découverte de la loi nommée d'après lui. | Pour ses travaux sur le phénomène thermo-ionique, et spécialement pour sa découverte de la loi nommée d'après lui. |
| 1929  | Louis de Broglie                    | 1       | France                                                             | Pour sa découverte de la nature ondulatoire des électrons. | Pour sa découverte de la nature ondulatoire des électrons. |
| 1930  | Chandrashekhara Venkata Râman       | 1       | Inde                                                               | Pour ses travaux sur la diffusion de la lumière et pour la découverte de l'effet nommé d'après lui. | Pour ses travaux sur la diffusion de la lumière et pour la découverte de l'effet nommé d'après lui. |
| 1931  | Non décerné                         | 1       | Montant alloué au fonds spécial de cette section du Prix.          | Montant alloué au fonds spécial de cette section du Prix. | Montant alloué au fonds spécial de cette section du Prix. |
| 1932  | Werner Karl Heisenberg              | 1       | Allemagne                                                          | Pour la création de la mécanique quantique, dont les applications ont conduit, entre autres, à la découverte des formes allotropiques de l’hydrogène. | Pour la création de la mécanique quantique, dont les applications ont conduit, entre autres, à la découverte des formes allotropiques de l’hydrogène. |
| 1933  | Erwin Schrödinger                   | 1/2     | Autriche                                                           | Pour la découverte de nouvelles formes productives de la théorie atomique. | Pour la découverte de nouvelles formes productives de la théorie atomique. |
| 1933  | Paul Adrien Maurice Dirac           | 1/2     | Royaume-Uni                                                        | Pour la découverte de nouvelles formes productives de la théorie atomique. | Pour la découverte de nouvelles formes productives de la théorie atomique. |
| 1934  | Non décerné                         | 1/3     | Montant alloué pour 1/3 au fonds principal du Prix.                | Montant alloué pour 1/3 au fonds principal du Prix. | Montant alloué pour 1/3 au fonds principal du Prix. |
| 1934  | Non décerné                         | 2/3     | Montant alloué pour 2/3 au fonds spécial de cette section du Prix. | Montant alloué pour 2/3 au fonds spécial de cette section du Prix. | Montant alloué pour 2/3 au fonds spécial de cette section du Prix. |
| 1935  | James Chadwick                      | 1       | Royaume-Uni                                                        | Pour la découverte du neutron. | Pour la découverte du neutron. |
| 1936  | Victor Franz Hess                   | 1/2     | Autriche                                                           | Pour sa découverte du rayonnement cosmique. | Pour sa découverte du rayonnement cosmique. |
| 1936  | Carl David Anderson                 | 1/2     | États-Unis                                                         | Pour sa découverte du positron. | Pour sa découverte du positron. |
| 1937  | Clinton Joseph Davisson             | 1/2     | États-Unis                                                         | Pour leur découverte expérimentale de la diffraction des électrons par les cristaux. | Pour leur découverte expérimentale de la diffraction des électrons par les cristaux. |
| 1937  | George Paget Thomson                | 1/2     | Royaume-Uni                                                        | Pour leur découverte expérimentale de la diffraction des électrons par les cristaux. | Pour leur découverte expérimentale de la diffraction des électrons par les cristaux. |
| 1938  | Enrico Fermi                        | 1       | Italie                                                             | Pour ses démonstrations de l'existence de nouveaux éléments radioactifs produits par l'irradiation neutronique, et pour la découverte corrélative des réactions nucléaires causées par les neutrons lents. | Pour ses démonstrations de l'existence de nouveaux éléments radioactifs produits par l'irradiation neutronique, et pour la découverte corrélative des réactions nucléaires causées par les neutrons lents. |
| 1939  | Ernest Orlando Lawrence             | 1       | États-Unis                                                         | Pour l'invention et le développement du cyclotron, et pour les résultats obtenus avec lui, spécialement sur les éléments radioactifs artificiels. | Pour l'invention et le développement du cyclotron, et pour les résultats obtenus avec lui, spécialement sur les éléments radioactifs artificiels. |
| 1940  | Non décerné                         | 1/3     | Montant alloué pour 1/3 au fonds principal du Prix.                | Montant alloué pour 1/3 au fonds principal du Prix. | Montant alloué pour 1/3 au fonds principal du Prix. |
| 1940  | Non décerné                         | 2/3     | Montant alloué pour 2/3 au fonds spécial de cette section du Prix. | Montant alloué pour 2/3 au fonds spécial de cette section du Prix. | Montant alloué pour 2/3 au fonds spécial de cette section du Prix. |
| 1941  | Non décerné                         | 1/3     | Montant alloué pour 1/3 au fonds principal du Prix.                | Montant alloué pour 1/3 au fonds principal du Prix. | Montant alloué pour 1/3 au fonds principal du Prix. |
| 1941  | Non décerné                         | 2/3     | Montant alloué pour 2/3 au fonds spécial de cette section du Prix. | Montant alloué pour 2/3 au fonds spécial de cette section du Prix. | Montant alloué pour 2/3 au fonds spécial de cette section du Prix. |
| 1942  | Non décerné                         | 1       | Montant alloué au fonds principal du Prix.                         | Montant alloué au fonds principal du Prix. | Montant alloué au fonds principal du Prix. |
| 1943  | Otto Stern                          | 1       | États-Unis                                                         | Pour ses contributions au développement de la méthode des jets moléculaires et sa découverte du moment magnétique du proton. | Pour ses contributions au développement de la méthode des jets moléculaires et sa découverte du moment magnétique du proton. |
| 1944  | Isidor Isaac Rabi                   | 1       | États-Unis                                                         | Pour sa méthode de résonance pour enregistrer les propriétés magnétiques des noyaux atomiques. | Pour sa méthode de résonance pour enregistrer les propriétés magnétiques des noyaux atomiques. |
| 1945  | Wolfgang Pauli                      | 1       | Autriche                                                           | Pour la découverte du principe d'exclusion, aussi dénommé principe de Pauli. | Pour la découverte du principe d'exclusion, aussi dénommé principe de Pauli. |
| 1946  | Percy Williams Bridgman             | 1       | États-Unis                                                         | Pour l'invention d'un appareil produisant des pressions extrêmement élevées, et pour ses découvertes faites avec lui dans le domaine de la physique des hautes pressions. | Pour l'invention d'un appareil produisant des pressions extrêmement élevées, et pour ses découvertes faites avec lui dans le domaine de la physique des hautes pressions. |
| 1947  | Edward Victor Appleton              | 1       | Royaume-Uni                                                        | Pour ses recherches en physique de la haute atmosphère, et en particulier pour sa découverte de la couche dite d'Appleton. | Pour ses recherches en physique de la haute atmosphère, et en particulier pour sa découverte de la couche dite d'Appleton. |
| 1948  | Patrick Maynard Stuart Blackett     | 1       | Royaume-Uni                                                        | Pour son développement de la méthode de la chambre à brouillard de Wilson et ses découvertes faites avec elle dans les domaines de la physique nucléaire et du rayonnement cosmique. | Pour son développement de la méthode de la chambre à brouillard de Wilson et ses découvertes faites avec elle dans les domaines de la physique nucléaire et du rayonnement cosmique. |
| 1949  | Hideki Yukawa                       | 1       | Japon                                                              | Pour sa prédiction de l'existence des mésons sur la base d'un travail théorique sur les forces nucléaires. | Pour sa prédiction de l'existence des mésons sur la base d'un travail théorique sur les forces nucléaires. |
| 1950  | Cecil Frank Powell                  | 1       | Royaume-Uni                                                        | Pour le développement de la méthode photographique d'étude des processus nucléaires, et pour ses découvertes sur les mésons en utilisant cette méthode. | Pour le développement de la méthode photographique d'étude des processus nucléaires, et pour ses découvertes sur les mésons en utilisant cette méthode. |
| 1951  | John Douglas Cockcroft              | 1/2     | Royaume-Uni                                                        | Pour leurs travaux d'avant-garde sur la transmutation des noyaux atomiques par des particules atomiques accélérées artificiellement. | Pour leurs travaux d'avant-garde sur la transmutation des noyaux atomiques par des particules atomiques accélérées artificiellement. |
| 1951  | Ernest Thomas Sinton Walton         | 1/2     | Irlande                                                            | Pour leurs travaux d'avant-garde sur la transmutation des noyaux atomiques par des particules atomiques accélérées artificiellement. | Pour leurs travaux d'avant-garde sur la transmutation des noyaux atomiques par des particules atomiques accélérées artificiellement. |
| 1952  | Félix Bloch                         | 1/2     | États-Unis                                                         | Pour leur développement de nouvelles méthodes de mesures magnétiques nucléaires de précision et leurs découvertes corrélatives. | Pour leur développement de nouvelles méthodes de mesures magnétiques nucléaires de précision et leurs découvertes corrélatives. |
| 1952  | Edward Mills Purcell                | 1/2     | États-Unis                                                         | Pour leur développement de nouvelles méthodes de mesures magnétiques nucléaires de précision et leurs découvertes corrélatives. | Pour leur développement de nouvelles méthodes de mesures magnétiques nucléaires de précision et leurs découvertes corrélatives. |
| 1953  | Frits (Frederik) Zernike            | 1       | Pays-Bas                                                           | Pour sa démonstration de la méthode du contraste de phase, et particulièrement pour son invention du microscope à contraste de phase. | Pour sa démonstration de la méthode du contraste de phase, et particulièrement pour son invention du microscope à contraste de phase. |
| 1954  | Max Born                            | 1/2     | Allemagne de l'Ouest Royaume-Uni                                   | Pour sa recherche fondamentale en mécanique quantique, en particulier pour son interprétation statistique de la fonction d'onde. | Pour sa recherche fondamentale en mécanique quantique, en particulier pour son interprétation statistique de la fonction d'onde. |
| 1954  | Walther Bothe                       | 1/2     | Allemagne de l'Ouest                                               | Pour la méthode des coïncidences et pour ses découvertes faites avec elle. | Pour la méthode des coïncidences et pour ses découvertes faites avec elle. |
| 1955  | Willis Eugene Lamb                  | 1/2     | États-Unis                                                         | Pour ses découvertes concernant la structure fine du spectre de l'hydrogène. | Pour ses découvertes concernant la structure fine du spectre de l'hydrogène. |
| 1955  | Polykarp Kusch                      | 1/2     | Allemagne de l'Ouest États-Unis                                    | Pour sa mesure de précision du moment magnétique de l'électron. | Pour sa mesure de précision du moment magnétique de l'électron. |
| 1956  | William Bradford Shockley           | 1/3     | États-Unis                                                         | Pour leurs recherches sur les semi-conducteurs et leur découverte de l'effet transistor. | Pour leurs recherches sur les semi-conducteurs et leur découverte de l'effet transistor. |
| 1956  | John Bardeen                        | 1/3     | États-Unis                                                         | Pour leurs recherches sur les semi-conducteurs et leur découverte de l'effet transistor. | Pour leurs recherches sur les semi-conducteurs et leur découverte de l'effet transistor. |
| 1956  | Walter Houser Brattain              | 1/3     | États-Unis                                                         | Pour leurs recherches sur les semi-conducteurs et leur découverte de l'effet transistor. | Pour leurs recherches sur les semi-conducteurs et leur découverte de l'effet transistor. |
| 1957  | Chen Ning Yang                      | 1/2     | Chine                                                              | Pour leur analyse approfondie des lois dites de parité, qui a conduit à d'importantes découvertes sur les particules élémentaires. | Pour leur analyse approfondie des lois dites de parité, qui a conduit à d'importantes découvertes sur les particules élémentaires. |
| 1957  | Tsung-Dao Lee                       | 1/2     | Chine                                                              | Pour leur analyse approfondie des lois dites de parité, qui a conduit à d'importantes découvertes sur les particules élémentaires. | Pour leur analyse approfondie des lois dites de parité, qui a conduit à d'importantes découvertes sur les particules élémentaires. |
| 1958  | Pavel Alexeievitch Tcherenkov       | 1/3     | Union soviétique                                                   | Pour la découverte et l'interprétation de l'effet Tcherenkov. | Pour la découverte et l'interprétation de l'effet Tcherenkov. |
| 1958  | Ilia Mikhailovitch Frank            | 1/3     | Union soviétique                                                   | Pour la découverte et l'interprétation de l'effet Tcherenkov. | Pour la découverte et l'interprétation de l'effet Tcherenkov. |
| 1958  | Igor Evguenievitch Tamm             | 1/3     | Union soviétique                                                   | Pour la découverte et l'interprétation de l'effet Tcherenkov. | Pour la découverte et l'interprétation de l'effet Tcherenkov. |
| 1959  | Emilio Gino Segrè                   | 1/2     | Italie États-Unis                                                  | Pour leur découverte de l’antiproton. | Pour leur découverte de l’antiproton. |
| 1959  | Owen Chamberlain                    | 1/2     | États-Unis                                                         | Pour leur découverte de l’antiproton. | Pour leur découverte de l’antiproton. |
| 1960  | Donald Arthur Glaser                | 1       | États-Unis                                                         | Pour l'invention de la chambre à bulles. | Pour l'invention de la chambre à bulles. |
| 1961  | Robert Hofstadter                   | 1/2     | États-Unis                                                         | Pour ses études d'avant-garde sur la diffusion des électrons par les noyaux atomiques et pour ses découvertes ainsi faites sur la structure des nucléons. | Pour ses études d'avant-garde sur la diffusion des électrons par les noyaux atomiques et pour ses découvertes ainsi faites sur la structure des nucléons. |
| 1961  | Rudolf Mössbauer                    | 1/2     | Allemagne de l'Ouest                                               | Pour ses recherches sur l'absorption résonnante de rayons gamma et sa découverte corrélative de l'effet qui porte son nom. | Pour ses recherches sur l'absorption résonnante de rayons gamma et sa découverte corrélative de l'effet qui porte son nom. |
| 1962  | Lev Davidovitch Landau              | 1       | Union soviétique                                                   | Pour ses théories d'avant-garde sur la matière condensée, en particulier l'hélium liquide. | Pour ses théories d'avant-garde sur la matière condensée, en particulier l'hélium liquide. |
| 1963  | Eugene Paul Wigner                  | 1/2     | Hongrie États-Unis                                                 | Pour ses contributions à la théorie du noyau atomique et des particules élémentaires, en particulier par la découverte et l'application de principes fondamentaux de symétrie. | Pour ses contributions à la théorie du noyau atomique et des particules élémentaires, en particulier par la découverte et l'application de principes fondamentaux de symétrie. |
| 1963  | Maria Goeppert-Mayer                | 1/4     | Allemagne de l'Ouest États-Unis                                    | Pour leurs découvertes sur la structure en couches du noyau atomique. | Pour leurs découvertes sur la structure en couches du noyau atomique. |
| 1963  | J. Hans D. Jensen                   | 1/4     | Allemagne de l'Ouest                                               | Pour leurs découvertes sur la structure en couches du noyau atomique. | Pour leurs découvertes sur la structure en couches du noyau atomique. |
| 1964  | Charles Hard Townes                 | 1/2     | États-Unis                                                         | Pour des travaux fondamentaux dans le domaine de l'électronique quantique, conduisant à la construction d'oscillateurs et d'amplificateurs basés sur le principe du maser-laser. | Pour des travaux fondamentaux dans le domaine de l'électronique quantique, conduisant à la construction d'oscillateurs et d'amplificateurs basés sur le principe du maser-laser. |
| 1964  | Nikolaï Gennadievitch Bassov        | 1/4     | Union soviétique                                                   | Pour des travaux fondamentaux dans le domaine de l'électronique quantique, conduisant à la construction d'oscillateurs et d'amplificateurs basés sur le principe du maser-laser. | Pour des travaux fondamentaux dans le domaine de l'électronique quantique, conduisant à la construction d'oscillateurs et d'amplificateurs basés sur le principe du maser-laser. |
| 1964  | Alexandre Mikhaïlovitch Prokhorov   | 1/4     | Union soviétique                                                   | Pour des travaux fondamentaux dans le domaine de l'électronique quantique, conduisant à la construction d'oscillateurs et d'amplificateurs basés sur le principe du maser-laser. | Pour des travaux fondamentaux dans le domaine de l'électronique quantique, conduisant à la construction d'oscillateurs et d'amplificateurs basés sur le principe du maser-laser. |
| 1965  | Sin-Itiro Tomonaga                  | 1/3     | Japon                                                              | Pour leurs travaux fondamentaux sur l'électrodynamique quantique, avec des conséquences profondes sur la physique des particules élémentaires. | Pour leurs travaux fondamentaux sur l'électrodynamique quantique, avec des conséquences profondes sur la physique des particules élémentaires. |
| 1965  | Julian Schwinger                    | 1/3     | États-Unis                                                         | Pour leurs travaux fondamentaux sur l'électrodynamique quantique, avec des conséquences profondes sur la physique des particules élémentaires. | Pour leurs travaux fondamentaux sur l'électrodynamique quantique, avec des conséquences profondes sur la physique des particules élémentaires. |
| 1965  | Richard P. Feynman                  | 1/3     | États-Unis                                                         | Pour leurs travaux fondamentaux sur l'électrodynamique quantique, avec des conséquences profondes sur la physique des particules élémentaires. | Pour leurs travaux fondamentaux sur l'électrodynamique quantique, avec des conséquences profondes sur la physique des particules élémentaires. |
| 1966  | Alfred Kastler                      | 1       | France                                                             | Pour la découverte et le développement de méthodes optiques pour l'étude des résonances hertziennes dans les atomes. | Pour la découverte et le développement de méthodes optiques pour l'étude des résonances hertziennes dans les atomes. |
| 1967  | Hans Albrecht Bethe                 | 1       | Allemagne de l'Ouest États-Unis                                    | Pour ses contributions à la théorie des réactions nucléaires, en particulier ses découvertes concernant la production d'énergie dans les étoiles. | Pour ses contributions à la théorie des réactions nucléaires, en particulier ses découvertes concernant la production d'énergie dans les étoiles. |
| 1968  | Luis Walter Alvarez                 | 1       | États-Unis                                                         | Pour ses contributions décisives à la physique des particules élémentaires, en particulier la découverte d'un grand nombre d'états résonnants, rendue possible par son développement des techniques d'utilisation de la chambre à bulles à hydrogène et d'analyse des données.                                                | Pour ses contributions décisives à la physique des particules élémentaires, en particulier la découverte d'un grand nombre d'états résonnants, rendue possible par son développement des techniques d'utilisation de la chambre à bulles à hydrogène et d'analyse des données.                                                |
| 1969  | Murray Gell-Mann                    | 1       | États-Unis                                                         | Pour ses contributions et découvertes sur la classification des particules élémentaires et de leurs interactions. | Pour ses contributions et découvertes sur la classification des particules élémentaires et de leurs interactions. |
| 1970  | Hannes Olof Gösta Alfvén            | 1/2     | Suède                                                              | Pour ses travaux fondamentaux et ses découvertes en magnétohydrodynamique, avec des applications fructueuses dans diverses branches de la physique des plasmas. | Pour ses travaux fondamentaux et ses découvertes en magnétohydrodynamique, avec des applications fructueuses dans diverses branches de la physique des plasmas. |
| 1970  | Louis Eugène Félix Néel             | 1/2     | France                                                             | Pour ses travaux fondamentaux et ses découvertes sur l'antiferromagnétisme et le ferrimagnétisme, qui ont conduit à des applications importantes en physique du solide. | Pour ses travaux fondamentaux et ses découvertes sur l'antiferromagnétisme et le ferrimagnétisme, qui ont conduit à des applications importantes en physique du solide. |
| 1971  | Dennis Gabor                        | 1       | Royaume-Uni                                                        | Pour son invention et son développement de la méthode holographique. | Pour son invention et son développement de la méthode holographique. |
| 1972  | John Bardeen                        | 1/3     | États-Unis                                                         | Pour leur théorie, développée conjointement, sur les supraconducteurs, habituellement nommée théorie BCS. | Pour leur théorie, développée conjointement, sur les supraconducteurs, habituellement nommée théorie BCS. |
| 1972  | Leon Neil Cooper                    | 1/3     | États-Unis                                                         | Pour leur théorie, développée conjointement, sur les supraconducteurs, habituellement nommée théorie BCS. | Pour leur théorie, développée conjointement, sur les supraconducteurs, habituellement nommée théorie BCS. |
| 1972  | John Robert Schrieffer              | 1/3     | États-Unis                                                         | Pour leur théorie, développée conjointement, sur les supraconducteurs, habituellement nommée théorie BCS. | Pour leur théorie, développée conjointement, sur les supraconducteurs, habituellement nommée théorie BCS. |
| 1973  | Leo Esaki                           | 1/4     | Japon                                                              | Pour leurs découvertes expérimentales sur les phénomènes d'effet tunnel dans les semi-conducteurs et les supraconducteurs respectivement. | Pour leurs découvertes expérimentales sur les phénomènes d'effet tunnel dans les semi-conducteurs et les supraconducteurs respectivement. |
| 1973  | Ivar Giaever                        | 1/4     | Norvège                                                            | Pour leurs découvertes expérimentales sur les phénomènes d'effet tunnel dans les semi-conducteurs et les supraconducteurs respectivement. | Pour leurs découvertes expérimentales sur les phénomènes d'effet tunnel dans les semi-conducteurs et les supraconducteurs respectivement. |
| 1973  | Brian David Josephson               | 1/2     | Royaume-Uni                                                        | Pour ses prédictions théoriques sur les propriétés d'un super-courant à travers une barrière tunnel, en particulier les phénomènes connus en général sous le nom d'effet Josephson. | Pour ses prédictions théoriques sur les propriétés d'un super-courant à travers une barrière tunnel, en particulier les phénomènes connus en général sous le nom d'effet Josephson. |
| 1974  | Martin Ryle                         | 1/2     | Royaume-Uni                                                        | Pour leurs recherches novatrices en radioastronomie physique : | Pour ses observations et inventions, en particulier dans la technique de synthèse d'ouverture. |
| 1974  | Antony Hewish                       | 1/2     | Royaume-Uni                                                        | Pour leurs recherches novatrices en radioastronomie physique : | Pour son rôle décisif dans la découverte des pulsars. |
| 1975  | Aage Niels Bohr                     | 1/3     | Danemark                                                           | Pour la découverte du lien entre mouvement collectif et mouvement des particules dans le noyau atomique, et le développement de la théorie de la structure du noyau fondée sur ce lien. | Pour la découverte du lien entre mouvement collectif et mouvement des particules dans le noyau atomique, et le développement de la théorie de la structure du noyau fondée sur ce lien. |
| 1975  | Ben Roy Mottelson                   | 1/3     | Danemark                                                           | Pour la découverte du lien entre mouvement collectif et mouvement des particules dans le noyau atomique, et le développement de la théorie de la structure du noyau fondée sur ce lien. | Pour la découverte du lien entre mouvement collectif et mouvement des particules dans le noyau atomique, et le développement de la théorie de la structure du noyau fondée sur ce lien. |
| 1975  | Leo James Rainwater                 | 1/3     | États-Unis                                                         | Pour la découverte du lien entre mouvement collectif et mouvement des particules dans le noyau atomique, et le développement de la théorie de la structure du noyau fondée sur ce lien. | Pour la découverte du lien entre mouvement collectif et mouvement des particules dans le noyau atomique, et le développement de la théorie de la structure du noyau fondée sur ce lien. |
| 1976  | Burton Richter                      | 1/2     | États-Unis                                                         | Pour leurs travaux d'avant-garde dans la découverte d'une particule élémentaire lourde d'une nouvelle espèce. | Pour leurs travaux d'avant-garde dans la découverte d'une particule élémentaire lourde d'une nouvelle espèce. |
| 1976  | Samuel Chao Chung Ting              | 1/2     | États-Unis                                                         | Pour leurs travaux d'avant-garde dans la découverte d'une particule élémentaire lourde d'une nouvelle espèce. | Pour leurs travaux d'avant-garde dans la découverte d'une particule élémentaire lourde d'une nouvelle espèce. |
| 1977  | Philip Warren Anderson              | 1/3     | États-Unis                                                         | Pour leurs recherches théoriques fondamentales sur la structure électronique des systèmes magnétiques et désordonnés. | Pour leurs recherches théoriques fondamentales sur la structure électronique des systèmes magnétiques et désordonnés. |
| 1977  | Nevill Francis Mott                 | 1/3     | Royaume-Uni                                                        | Pour leurs recherches théoriques fondamentales sur la structure électronique des systèmes magnétiques et désordonnés. | Pour leurs recherches théoriques fondamentales sur la structure électronique des systèmes magnétiques et désordonnés. |
| 1977  | John Hasbrouck van Vleck            | 1/3     | États-Unis                                                         | Pour leurs recherches théoriques fondamentales sur la structure électronique des systèmes magnétiques et désordonnés. | Pour leurs recherches théoriques fondamentales sur la structure électronique des systèmes magnétiques et désordonnés. |
| 1978  | Piotr Léonidovitch Kapitsa          | 1/2     | Union soviétique                                                   | Pour ses inventions de base et ses découvertes dans le domaine de la physique des basses températures. | Pour ses inventions de base et ses découvertes dans le domaine de la physique des basses températures. |
| 1978  | Arno Allan Penzias                  | 1/4     | États-Unis                                                         | Pour leur découverte du fond cosmologique de rayonnement micro-onde. | Pour leur découverte du fond cosmologique de rayonnement micro-onde. |
| 1978  | Robert Woodrow Wilson               | 1/4     | États-Unis                                                         | Pour leur découverte du fond cosmologique de rayonnement micro-onde. | Pour leur découverte du fond cosmologique de rayonnement micro-onde. |
| 1979  | Sheldon Lee Glashow                 | 1/3     | États-Unis                                                         | Pour leurs contributions à la théorie unifiée des interactions faible et électromagnétique entre particules élémentaires, comprenant, entre autres, la prédiction du courant neutre faible. | Pour leurs contributions à la théorie unifiée des interactions faible et électromagnétique entre particules élémentaires, comprenant, entre autres, la prédiction du courant neutre faible. |
| 1979  | Abdus Salam                         | 1/3     | Pakistan                                                           | Pour leurs contributions à la théorie unifiée des interactions faible et électromagnétique entre particules élémentaires, comprenant, entre autres, la prédiction du courant neutre faible. | Pour leurs contributions à la théorie unifiée des interactions faible et électromagnétique entre particules élémentaires, comprenant, entre autres, la prédiction du courant neutre faible. |
| 1979  | Steven Weinberg                     | 1/3     | États-Unis                                                         | Pour leurs contributions à la théorie unifiée des interactions faible et électromagnétique entre particules élémentaires, comprenant, entre autres, la prédiction du courant neutre faible. | Pour leurs contributions à la théorie unifiée des interactions faible et électromagnétique entre particules élémentaires, comprenant, entre autres, la prédiction du courant neutre faible. |
| 1980  | James Watson Cronin                 | 1/2     | États-Unis                                                         | Pour la découverte de violations de principes fondamentaux de symétrie dans la désintégration de mésons K neutres. | Pour la découverte de violations de principes fondamentaux de symétrie dans la désintégration de mésons K neutres. |
| 1980  | Val Logsdon Fitch                   | 1/2     | États-Unis                                                         | Pour la découverte de violations de principes fondamentaux de symétrie dans la désintégration de mésons K neutres. | Pour la découverte de violations de principes fondamentaux de symétrie dans la désintégration de mésons K neutres. |
| 1981  | Nicolaas Bloembergen                | 1/4     | Pays-Bas États-Unis                                                | Pour leur contribution au développement de la spectroscopie laser. | Pour leur contribution au développement de la spectroscopie laser. |
| 1981  | Arthur Leonard Schawlow             | 1/4     | États-Unis                                                         | Pour leur contribution au développement de la spectroscopie laser. | Pour leur contribution au développement de la spectroscopie laser. |
| 1981  | Kai M. Siegbahn                     | 1/2     | Suède                                                              | Pour sa contribution au développement de la spectroscopie électronique à haute résolution. | Pour sa contribution au développement de la spectroscopie électronique à haute résolution. |
| 1982  | Kenneth G. Wilson                   | 1       | États-Unis                                                         | Pour sa théorie des phénomènes critiques en liaison avec les transitions de phase. | Pour sa théorie des phénomènes critiques en liaison avec les transitions de phase. |
| 1983  | Subrahmanyan Chandrasekhar          | 1/2     | Inde États-Unis                                                    | Pour ses études théoriques des processus physiques importants pour la structure et l'évolution des étoiles. | Pour ses études théoriques des processus physiques importants pour la structure et l'évolution des étoiles. |
| 1983  | William Alfred Fowler               | 1/2     | États-Unis                                                         | Pour ses études théoriques et expérimentales des réactions nucléaires importantes pour la formation des éléments chimiques dans l'univers. | Pour ses études théoriques et expérimentales des réactions nucléaires importantes pour la formation des éléments chimiques dans l'univers. |
| 1984  | Carlo Rubbia                        | 1/2     | Italie                                                             | Pour leurs contributions décisives au grand projet qui a conduit à la découverte des particules de champ W et Z, vecteurs de l'interaction faible. | Pour leurs contributions décisives au grand projet qui a conduit à la découverte des particules de champ W et Z, vecteurs de l'interaction faible. |
| 1984  | Simon van der Meer                  | 1/2     | Pays-Bas                                                           | Pour leurs contributions décisives au grand projet qui a conduit à la découverte des particules de champ W et Z, vecteurs de l'interaction faible. | Pour leurs contributions décisives au grand projet qui a conduit à la découverte des particules de champ W et Z, vecteurs de l'interaction faible. |
| 1985  | Klaus von Klitzing                  | 1       | Allemagne de l'Ouest                                               | Pour la découverte de l'effet Hall quantique entier. | Pour la découverte de l'effet Hall quantique entier. |
| 1986  | Ernst Ruska                         | 1/2     | Allemagne de l'Ouest                                               | Pour ses travaux fondamentaux en optique électronique et pour la conception du premier microscope électronique. | Pour ses travaux fondamentaux en optique électronique et pour la conception du premier microscope électronique. |
| 1986  | Gerd Binnig                         | 1/4     | Allemagne de l'Ouest                                               | Pour leur conception du microscope à effet tunnel à balayage. | Pour leur conception du microscope à effet tunnel à balayage. |
| 1986  | Heinrich Rohrer                     | 1/4     | Suisse                                                             | Pour leur conception du microscope à effet tunnel à balayage. | Pour leur conception du microscope à effet tunnel à balayage. |
| 1987  | Johannes Georg Bednorz              | 1/2     | Allemagne de l'Ouest                                               | Pour leur percée importante dans la découverte de la supraconductivité de matériaux céramiques. | Pour leur percée importante dans la découverte de la supraconductivité de matériaux céramiques. |
| 1987  | Karl Alexander Müller               | 1/2     | Suisse                                                             | Pour leur percée importante dans la découverte de la supraconductivité de matériaux céramiques. | Pour leur percée importante dans la découverte de la supraconductivité de matériaux céramiques. |
| 1988  | Leon M. Lederman                    | 1/3     | États-Unis                                                         | Pour la méthode du faisceau de neutrinos et la démonstration de la structure en doublet des leptons par la découverte du neutrino muon. | Pour la méthode du faisceau de neutrinos et la démonstration de la structure en doublet des leptons par la découverte du neutrino muon. |
| 1988  | Melvin Schwartz                     | 1/3     | États-Unis                                                         | Pour la méthode du faisceau de neutrinos et la démonstration de la structure en doublet des leptons par la découverte du neutrino muon. | Pour la méthode du faisceau de neutrinos et la démonstration de la structure en doublet des leptons par la découverte du neutrino muon. |
| 1988  | Jack Steinberger                    | 1/3     | États-Unis                                                         | Pour la méthode du faisceau de neutrinos et la démonstration de la structure en doublet des leptons par la découverte du neutrino muon. | Pour la méthode du faisceau de neutrinos et la démonstration de la structure en doublet des leptons par la découverte du neutrino muon. |
| 1989  | Norman F. Ramsey                    | 1/2     | États-Unis                                                         | Pour l'invention de la méthode des champs alternatifs séparés, et son utilisation dans le maser à hydrogène et autres horloges atomiques. | Pour l'invention de la méthode des champs alternatifs séparés, et son utilisation dans le maser à hydrogène et autres horloges atomiques. |
| 1989  | Hans G. Dehmelt                     | 1/4     | Allemagne États-Unis                                               | Pour le développement de la technique du piège à ions. | Pour le développement de la technique du piège à ions. |
| 1989  | Wolfgang Paul                       | 1/4     | Allemagne de l'Ouest                                               | Pour le développement de la technique du piège à ions. | Pour le développement de la technique du piège à ions. |
| 1990  | Jerome I. Friedman                  | 1/3     | États-Unis                                                         | Pour leurs recherches novatrices sur la diffusion profondément inélastique des électrons sur les protons et les neutrons liés, qui ont été d'importance essentielle pour le développement du modèle des quarks en physique des particules.                                                                                    | Pour leurs recherches novatrices sur la diffusion profondément inélastique des électrons sur les protons et les neutrons liés, qui ont été d'importance essentielle pour le développement du modèle des quarks en physique des particules.                                                                                    |
| 1990  | Henry W. Kendall                    | 1/3     | États-Unis                                                         | Pour leurs recherches novatrices sur la diffusion profondément inélastique des électrons sur les protons et les neutrons liés, qui ont été d'importance essentielle pour le développement du modèle des quarks en physique des particules.                                                                                    | Pour leurs recherches novatrices sur la diffusion profondément inélastique des électrons sur les protons et les neutrons liés, qui ont été d'importance essentielle pour le développement du modèle des quarks en physique des particules.                                                                                    |
| 1990  | Richard E. Taylor                   | 1/3     | Canada                                                             | Pour leurs recherches novatrices sur la diffusion profondément inélastique des électrons sur les protons et les neutrons liés, qui ont été d'importance essentielle pour le développement du modèle des quarks en physique des particules.                                                                                    | Pour leurs recherches novatrices sur la diffusion profondément inélastique des électrons sur les protons et les neutrons liés, qui ont été d'importance essentielle pour le développement du modèle des quarks en physique des particules.                                                                                    |
| 1991  | Pierre-Gilles de Gennes             | 1       | France                                                             | Pour sa découverte du fait que des méthodes développées pour l'étude des phénomènes d'ordre dans des systèmes simples peuvent être généralisées à des formes plus complexes de la matière, en particulier aux cristaux liquides et aux polymères.                                                                             | Pour sa découverte du fait que des méthodes développées pour l'étude des phénomènes d'ordre dans des systèmes simples peuvent être généralisées à des formes plus complexes de la matière, en particulier aux cristaux liquides et aux polymères.                                                                             |
| 1992  | Georges Charpak                     | 1       | France                                                             | Pour son invention et sa mise au point de détecteurs de particules, en particulier la chambre proportionnelle multifils. | Pour son invention et sa mise au point de détecteurs de particules, en particulier la chambre proportionnelle multifils. |
| 1993  | Russell A. Hulse                    | 1/2     | États-Unis                                                         | Pour la découverte d'un nouveau type de pulsar, qui a ouvert de nouvelles possibilités pour l'étude de la gravitation. | Pour la découverte d'un nouveau type de pulsar, qui a ouvert de nouvelles possibilités pour l'étude de la gravitation. |
| 1993  | Joseph H. Taylor Jr.                | 1/2     | États-Unis                                                         | Pour la découverte d'un nouveau type de pulsar, qui a ouvert de nouvelles possibilités pour l'étude de la gravitation. | Pour la découverte d'un nouveau type de pulsar, qui a ouvert de nouvelles possibilités pour l'étude de la gravitation. |
| 1994  | Bertram N. Brockhouse               | 1/2     | Canada                                                             | Pour leurs contributions novatrices aux techniques de diffusion neutronique pour l'étude de la matière condensée : | Pour la mise au point de la spectroscopie neutronique. |
| 1994  | Clifford G. Shull                   | 1/2     | États-Unis                                                         | Pour leurs contributions novatrices aux techniques de diffusion neutronique pour l'étude de la matière condensée : | Pour la mise au point de la technique de diffraction neutronique. |
| 1995  | Martin Lewis Perl                   | 1/2     | États-Unis                                                         | Pour des contributions expérimentales innovantes à la physique des leptons : | Pour la découverte du lepton tau. |
| 1995  | Frederick Reines                    | 1/2     | États-Unis                                                         | Pour des contributions expérimentales innovantes à la physique des leptons : | Pour la détection du neutrino. |
| 1996  | David M. Lee                        | 1/3     | États-Unis                                                         | Pour leur découverte de la superfluidité de l'hélium 3. | Pour leur découverte de la superfluidité de l'hélium 3. |
| 1996  | Douglas D. Osheroff                 | 1/3     | États-Unis                                                         | Pour leur découverte de la superfluidité de l'hélium 3. | Pour leur découverte de la superfluidité de l'hélium 3. |
| 1996  | Robert C. Richardson                | 1/3     | États-Unis                                                         | Pour leur découverte de la superfluidité de l'hélium 3. | Pour leur découverte de la superfluidité de l'hélium 3. |
| 1997  | Steven Chu                          | 1/3     | États-Unis                                                         | Pour le développement de méthodes pour refroidir et piéger des atomes avec la lumière laser. | Pour le développement de méthodes pour refroidir et piéger des atomes avec la lumière laser. |
| 1997  | Claude Cohen-Tannoudji              | 1/3     | France                                                             | Pour le développement de méthodes pour refroidir et piéger des atomes avec la lumière laser. | Pour le développement de méthodes pour refroidir et piéger des atomes avec la lumière laser. |
| 1997  | William D. Phillips                 | 1/3     | États-Unis                                                         | Pour le développement de méthodes pour refroidir et piéger des atomes avec la lumière laser. | Pour le développement de méthodes pour refroidir et piéger des atomes avec la lumière laser. |
| 1998  | Robert B. Laughlin                  | 1/3     | États-Unis                                                         | Pour la découverte d'une nouvelle forme de fluide quantique avec des excitations de charge fractionnaire. | Pour la découverte d'une nouvelle forme de fluide quantique avec des excitations de charge fractionnaire. |
| 1998  | Horst L. Störmer                    | 1/3     | Allemagne                                                          | Pour la découverte d'une nouvelle forme de fluide quantique avec des excitations de charge fractionnaire. | Pour la découverte d'une nouvelle forme de fluide quantique avec des excitations de charge fractionnaire. |
| 1998  | Daniel C. Tsui                      | 1/3     | Chine États-Unis                                                   | Pour la découverte d'une nouvelle forme de fluide quantique avec des excitations de charge fractionnaire. | Pour la découverte d'une nouvelle forme de fluide quantique avec des excitations de charge fractionnaire. |
| 1999  | Gerard 't Hooft                     | 1/2     | Pays-Bas                                                           | Pour l'élucidation de la structure quantique des interactions électrofaibles en physique. | Pour l'élucidation de la structure quantique des interactions électrofaibles en physique. |
| 1999  | Martinus Veltman                    | 1/2     | Pays-Bas                                                           | Pour l'élucidation de la structure quantique des interactions électrofaibles en physique. | Pour l'élucidation de la structure quantique des interactions électrofaibles en physique. |
| 2000  | Jores Ivanovitch Alferov            | 1/4     | Russie                                                             | Pour des travaux de base en technologie de l'information et de la communication : | Pour le développement d'hétérostructures semi-conductrices utilisables en électronique rapide et en optoélectronique. |
| 2000  | Herbert Kroemer                     | 1/4     | Allemagne                                                          | Pour des travaux de base en technologie de l'information et de la communication : | Pour le développement d'hétérostructures semi-conductrices utilisables en électronique rapide et en optoélectronique. |
| 2000  | Jack S. Kilby                       | 1/2     | États-Unis                                                         | Pour des travaux de base en technologie de l'information et de la communication : | Pour sa participation à l'invention du circuit intégré. |
| 2001  | Eric A. Cornell                     | 1/3     | États-Unis                                                         | Pour la réalisation d'un condensat de Bose-Einstein dans des gaz dilués d'atomes alcalins, et pour de premières études fondamentales des propriétés des condensats. | Pour la réalisation d'un condensat de Bose-Einstein dans des gaz dilués d'atomes alcalins, et pour de premières études fondamentales des propriétés des condensats. |
| 2001  | Wolfgang Ketterle                   | 1/3     | Allemagne                                                          | Pour la réalisation d'un condensat de Bose-Einstein dans des gaz dilués d'atomes alcalins, et pour de premières études fondamentales des propriétés des condensats. | Pour la réalisation d'un condensat de Bose-Einstein dans des gaz dilués d'atomes alcalins, et pour de premières études fondamentales des propriétés des condensats. |
| 2001  | Carl E. Wieman                      | 1/3     | États-Unis                                                         | Pour la réalisation d'un condensat de Bose-Einstein dans des gaz dilués d'atomes alcalins, et pour de premières études fondamentales des propriétés des condensats. | Pour la réalisation d'un condensat de Bose-Einstein dans des gaz dilués d'atomes alcalins, et pour de premières études fondamentales des propriétés des condensats. |
| 2002  | Raymond Davis Jr.                   | 1/4     | États-Unis                                                         | Pour des contributions d'avant-garde dans le domaine de l'astrophysique, et principalement pour la détection des neutrinos cosmiques. | Pour des contributions d'avant-garde dans le domaine de l'astrophysique, et principalement pour la détection des neutrinos cosmiques. |
| 2002  | Masatoshi Koshiba                   | 1/4     | Japon                                                              | Pour des contributions d'avant-garde dans le domaine de l'astrophysique, et principalement pour la détection des neutrinos cosmiques. | Pour des contributions d'avant-garde dans le domaine de l'astrophysique, et principalement pour la détection des neutrinos cosmiques. |
| 2002  | Riccardo Giacconi                   | 1/2     | Italie                                                             | Pour des contributions d'avant-garde dans le domaine de l'astrophysique, qui ont conduit à la découverte de sources de rayons X cosmiques. | Pour des contributions d'avant-garde dans le domaine de l'astrophysique, qui ont conduit à la découverte de sources de rayons X cosmiques. |
| 2003  | Alexeï Alexeïevitch Abrikosov       | 1/3     | États-Unis Russie                                                  | Pour des travaux novateurs dans la théorie des supraconducteurs et des superfluides. | Pour des travaux novateurs dans la théorie des supraconducteurs et des superfluides. |
| 2003  | Vitaly Lazarevich Ginzburg          | 1/3     | Russie                                                             | Pour des travaux novateurs dans la théorie des supraconducteurs et des superfluides. | Pour des travaux novateurs dans la théorie des supraconducteurs et des superfluides. |
| 2003  | Anthony J. Leggett                  | 1/3     | Royaume-Uni États-Unis                                             | Pour des travaux novateurs dans la théorie des supraconducteurs et des superfluides. | Pour des travaux novateurs dans la théorie des supraconducteurs et des superfluides. |
| 2004  | David J. Gross                      | 1/3     | États-Unis                                                         | Pour la découverte de la liberté asymptotique dans la théorie des interactions fortes. | Pour la découverte de la liberté asymptotique dans la théorie des interactions fortes. |
| 2004  | H. David Politzer                   | 1/3     | États-Unis                                                         | Pour la découverte de la liberté asymptotique dans la théorie des interactions fortes. | Pour la découverte de la liberté asymptotique dans la théorie des interactions fortes. |
| 2004  | Frank Wilczek                       | 1/3     | États-Unis                                                         | Pour la découverte de la liberté asymptotique dans la théorie des interactions fortes. | Pour la découverte de la liberté asymptotique dans la théorie des interactions fortes. |
| 2005  | Roy J. Glauber                      | 1/2     | États-Unis                                                         | Pour sa contribution à la théorie quantique de la cohérence optique. | Pour sa contribution à la théorie quantique de la cohérence optique. |
| 2005  | John L. Hall                        | 1/4     | États-Unis                                                         | Pour leurs contributions au développement de la spectroscopie laser de précision, y compris la technique du peigne de fréquence optique. | Pour leurs contributions au développement de la spectroscopie laser de précision, y compris la technique du peigne de fréquence optique. |
| 2005  | Theodor W. Hänsch                   | 1/4     | Allemagne                                                          | Pour leurs contributions au développement de la spectroscopie laser de précision, y compris la technique du peigne de fréquence optique. | Pour leurs contributions au développement de la spectroscopie laser de précision, y compris la technique du peigne de fréquence optique. |
| 2006  | John C. Mather                      | 1/2     | États-Unis                                                         | Pour leur découverte de la forme en corps noir du spectre, et des anisotropies, du fond cosmologique de rayonnement micro-ondes. | Pour leur découverte de la forme en corps noir du spectre, et des anisotropies, du fond cosmologique de rayonnement micro-ondes. |
| 2006  | George Smoot                        | 1/2     | États-Unis                                                         | Pour leur découverte de la forme en corps noir du spectre, et des anisotropies, du fond cosmologique de rayonnement micro-ondes. | Pour leur découverte de la forme en corps noir du spectre, et des anisotropies, du fond cosmologique de rayonnement micro-ondes. |
| 2007  | Albert Fert                         | 1/2     | France                                                             | Pour la découverte de la magnétorésistance géante. | Pour la découverte de la magnétorésistance géante. |
| 2007  | Peter Grünberg                      | 1/2     | Allemagne                                                          | Pour la découverte de la magnétorésistance géante. | Pour la découverte de la magnétorésistance géante. |
| 2008  | Yoichiro Nambu                      | 1/2     | Japon États-Unis                                                   | Pour la découverte du mécanisme de brisure spontanée de symétrie dans la physique subatomique. | Pour la découverte du mécanisme de brisure spontanée de symétrie dans la physique subatomique. |
| 2008  | Makoto Kobayashi                    | 1/4     | Japon                                                              | Pour la découverte des origines de la brisure de symétrie qui prédit l'existence d'au moins trois familles de quarks dans la nature. | Pour la découverte des origines de la brisure de symétrie qui prédit l'existence d'au moins trois familles de quarks dans la nature. |
| 2008  | Toshihide Maskawa                   | 1/4     | Japon                                                              | Pour la découverte des origines de la brisure de symétrie qui prédit l'existence d'au moins trois familles de quarks dans la nature. | Pour la découverte des origines de la brisure de symétrie qui prédit l'existence d'au moins trois familles de quarks dans la nature. |
| 2009  | Charles Kao                         | 1/2     | Royaume-Uni États-Unis                                             | Pour une avancée dans les communications par fibre optique. | Pour une avancée dans les communications par fibre optique. |
| 2009  | Willard Boyle                       | 1/4     | Canada                                                             | Pour l'invention du capteur CCD. | Pour l'invention du capteur CCD. |
| 2009  | George E. Smith                     | 1/4     | États-Unis                                                         | Pour l'invention du capteur CCD. | Pour l'invention du capteur CCD. |
| 2010  | Andre Geim                          | 1/2     | Russie Pays-Bas                                                    | Pour des expériences fondamentales concernant le graphène, matériau bidimensionnel. | Pour des expériences fondamentales concernant le graphène, matériau bidimensionnel. |
| 2010  | Konstantin Novoselov                | 1/2     | Russie Royaume-Uni                                                 | Pour des expériences fondamentales concernant le graphène, matériau bidimensionnel. | Pour des expériences fondamentales concernant le graphène, matériau bidimensionnel. |
| 2011  | Saul Perlmutter                     | 1/2     | États-Unis                                                         | Pour la découverte de l'accélération de l'expansion de l'Univers | Pour la découverte de l'accélération de l'expansion de l'Univers |
| 2011  | Brian P. Schmidt                    | 1/4     | États-Unis                                                         | Pour la découverte de l'accélération de l'expansion de l'Univers | Pour la découverte de l'accélération de l'expansion de l'Univers |
| 2011  | Adam Riess                          | 1/4     | États-Unis                                                         | Pour la découverte de l'accélération de l'expansion de l'Univers | Pour la découverte de l'accélération de l'expansion de l'Univers |
| 2012  | Serge Haroche                       | 1/2     | France                                                             | Pour les méthodes expérimentales révolutionnaires qui ont permis la mesure et la manipulation de systèmes quantiques individuels. | Pour les méthodes expérimentales révolutionnaires qui ont permis la mesure et la manipulation de systèmes quantiques individuels. |
| 2012  | David Wineland                      | 1/2     | États-Unis                                                         | Pour les méthodes expérimentales révolutionnaires qui ont permis la mesure et la manipulation de systèmes quantiques individuels. | Pour les méthodes expérimentales révolutionnaires qui ont permis la mesure et la manipulation de systèmes quantiques individuels. |
| 2013  | François Englert                    | 1/2     | Belgique                                                           | Pour la découverte théorique d'un mécanisme contribuant à notre compréhension de l'origine de la masse des particules subatomiques, et qui a été confirmée récemment grâce à la découverte de la particule fondamentale prédite [le boson de Higgs] par les expériences ATLAS et CMS menées au Large Hadron Collider du CERN. | Pour la découverte théorique d'un mécanisme contribuant à notre compréhension de l'origine de la masse des particules subatomiques, et qui a été confirmée récemment grâce à la découverte de la particule fondamentale prédite [le boson de Higgs] par les expériences ATLAS et CMS menées au Large Hadron Collider du CERN. |
| 2013  | Peter Higgs                         | 1/2     | Royaume-Uni                                                        | Pour la découverte théorique d'un mécanisme contribuant à notre compréhension de l'origine de la masse des particules subatomiques, et qui a été confirmée récemment grâce à la découverte de la particule fondamentale prédite [le boson de Higgs] par les expériences ATLAS et CMS menées au Large Hadron Collider du CERN. | Pour la découverte théorique d'un mécanisme contribuant à notre compréhension de l'origine de la masse des particules subatomiques, et qui a été confirmée récemment grâce à la découverte de la particule fondamentale prédite [le boson de Higgs] par les expériences ATLAS et CMS menées au Large Hadron Collider du CERN. |
| 2014  | Isamu Akasaki                       | 1/3     | Japon                                                              | Pour l'invention de diodes électroluminescentes bleues efficaces,. | Pour l'invention de diodes électroluminescentes bleues efficaces,. |
| 2014  | Hiroshi Amano                       | 1/3     | Japon                                                              | Pour l'invention de diodes électroluminescentes bleues efficaces,. | Pour l'invention de diodes électroluminescentes bleues efficaces,. |
| 2014  | Shuji Nakamura                      | 1/3     | États-Unis                                                         | Pour l'invention de diodes électroluminescentes bleues efficaces,. | Pour l'invention de diodes électroluminescentes bleues efficaces,. |
| 2015  | Takaaki Kajita                      | 1/2     | Japon                                                              | Pour leur découverte sur les oscillations de neutrinos qui démontre que les neutrinos ont une masse. | Pour leur découverte sur les oscillations de neutrinos qui démontre que les neutrinos ont une masse. |
| 2015  | Arthur B. McDonald                  | 1/2     | Canada                                                             | Pour leur découverte sur les oscillations de neutrinos qui démontre que les neutrinos ont une masse. | Pour leur découverte sur les oscillations de neutrinos qui démontre que les neutrinos ont une masse. |
| 2016  | David J. Thouless                   | 1/2     | Royaume-Uni                                                        | Pour leurs travaux sur les transitions des phases topologiques dans la matière. | Pour leurs travaux sur les transitions des phases topologiques dans la matière. |
| 2016  | Duncan Haldane                      | 1/4     | Royaume-Uni                                                        | Pour leurs travaux sur les transitions des phases topologiques dans la matière. | Pour leurs travaux sur les transitions des phases topologiques dans la matière. |
| 2016  | John M. Kosterlitz                  | 1/4     | Royaume-Uni                                                        | Pour leurs travaux sur les transitions des phases topologiques dans la matière. | Pour leurs travaux sur les transitions des phases topologiques dans la matière. |
| 2017  | Rainer Weiss                        | 1/2     | États-Unis                                                         | Pour leurs contributions décisives au détecteur LIGO et à l'observation des ondes gravitationnelles. | Pour leurs contributions décisives au détecteur LIGO et à l'observation des ondes gravitationnelles. |
| 2017  | Barry C. Barish                     | 1/4     | États-Unis                                                         | Pour leurs contributions décisives au détecteur LIGO et à l'observation des ondes gravitationnelles. | Pour leurs contributions décisives au détecteur LIGO et à l'observation des ondes gravitationnelles. |
| 2017  | Kip Thorne                          | 1/4     | États-Unis                                                         | Pour leurs contributions décisives au détecteur LIGO et à l'observation des ondes gravitationnelles. | Pour leurs contributions décisives au détecteur LIGO et à l'observation des ondes gravitationnelles. |
| 2018  | Arthur Ashkin                       | 1/2     | États-Unis                                                         | Pour leurs inventions dans le domaine de la physique des lasers: | Pour les pinces optiques et leur utilisation sur des systèmes biologiques. |
| 2018  | Gérard Mourou                       | 1/4     | France                                                             | Pour leurs inventions dans le domaine de la physique des lasers: | Pour leur méthode de production d'impulsions lumineuses ultra-brèves de forte intensité. |
| 2018  | Donna Strickland                    | 1/4     | Canada                                                             | Pour leurs inventions dans le domaine de la physique des lasers: | Pour leur méthode de production d'impulsions lumineuses ultra-brèves de forte intensité. |
| 2019  | James Peebles                       | 1/2     | Canada / États-Unis                                                | Pour des découvertes théoriques en cosmologie physique. | Pour des découvertes théoriques en cosmologie physique. |
| 2019  | Michel Mayor                        | 1/4     | Suisse                                                             | Pour la première découverte d'une exoplanète 51 Pegasi b en orbite autour d'une étoile de type solaire le 6 octobre 1995. | Pour la première découverte d'une exoplanète 51 Pegasi b en orbite autour d'une étoile de type solaire le 6 octobre 1995. |
| 2019  | Didier Queloz                       | 1/4     | Suisse                                                             | Pour la première découverte d'une exoplanète 51 Pegasi b en orbite autour d'une étoile de type solaire le 6 octobre 1995. | Pour la première découverte d'une exoplanète 51 Pegasi b en orbite autour d'une étoile de type solaire le 6 octobre 1995. |
| 2020  | Roger Penrose                       | 1/2     | Royaume-Uni                                                        | Pour la découverte que la formation d'un trou noir est une prévision robuste de la théorie de la relativité générale. | Pour la découverte que la formation d'un trou noir est une prévision robuste de la théorie de la relativité générale. |
| 2020  | Reinhard Genzel                     | 1/4     | Allemagne                                                          | Pour la découverte d'un objet compact supermassif au centre de notre galaxie [autrement dit Sagittarius A*]. | Pour la découverte d'un objet compact supermassif au centre de notre galaxie [autrement dit Sagittarius A*]. |
| 2020  | Andrea Ghez                         | 1/4     | États-Unis                                                         | Pour la découverte d'un objet compact supermassif au centre de notre galaxie [autrement dit Sagittarius A*]. | Pour la découverte d'un objet compact supermassif au centre de notre galaxie [autrement dit Sagittarius A*]. |
| 2021, | Syukuro Manabe                      | 1/4     | Japon / États-Unis                                                 | Pour leurs contributions marquantes à la compréhension des systèmes complexes. | Pour la modélisation physique du climat de la Terre et pour en avoir quantifié la variabilité et prédit de façon fiable le réchauffement climatique. |
| 2021, | Klaus Hasselmann                    | 1/4     | Allemagne                                                          | Pour leurs contributions marquantes à la compréhension des systèmes complexes. | Pour la modélisation physique du climat de la Terre et pour en avoir quantifié la variabilité et prédit de façon fiable le réchauffement climatique. |
| 2021, | Giorgio Parisi                      | 1/2     | Italie                                                             | Pour leurs contributions marquantes à la compréhension des systèmes complexes. | Pour la découverte de l’interaction du désordre et des fluctuations dans les systèmes physiques de l’échelle atomique à planétaire |
| 2022  | Alain Aspect                        | 1/3     | France                                                             | Pour leurs expériences avec des photons intriqués, établissant la violation des inégalités de Bell et ouvrant la voie à la science de l'information quantique. | Pour leurs expériences avec des photons intriqués, établissant la violation des inégalités de Bell et ouvrant la voie à la science de l'information quantique. |
| 2022  | John Clauser                        | 1/3     | États-Unis                                                         | Pour leurs expériences avec des photons intriqués, établissant la violation des inégalités de Bell et ouvrant la voie à la science de l'information quantique. | Pour leurs expériences avec des photons intriqués, établissant la violation des inégalités de Bell et ouvrant la voie à la science de l'information quantique. |
| 2022  | Anton Zeilinger                     | 1/3     | Autriche                                                           | Pour leurs expériences avec des photons intriqués, établissant la violation des inégalités de Bell et ouvrant la voie à la science de l'information quantique. | Pour leurs expériences avec des photons intriqués, établissant la violation des inégalités de Bell et ouvrant la voie à la science de l'information quantique. |
| 2023  | Pierre Agostini                     | 1/3     | France                                                             | Pour leurs travaux sur les impulsions lasers très courtes permettant de suivre le mouvement ultra-rapide des électrons à l'intérieur des molécules. | Pour leurs travaux sur les impulsions lasers très courtes permettant de suivre le mouvement ultra-rapide des électrons à l'intérieur des molécules. |
| 2023  | Ferenc Krausz                       | 1/3     | Autriche Hongrie                                                   | Pour leurs travaux sur les impulsions lasers très courtes permettant de suivre le mouvement ultra-rapide des électrons à l'intérieur des molécules. | Pour leurs travaux sur les impulsions lasers très courtes permettant de suivre le mouvement ultra-rapide des électrons à l'intérieur des molécules. |
| 2023  | Anne L'Huillier                     | 1/3     | France Suède                                                       | Pour leurs travaux sur les impulsions lasers très courtes permettant de suivre le mouvement ultra-rapide des électrons à l'intérieur des molécules. | Pour leurs travaux sur les impulsions lasers très courtes permettant de suivre le mouvement ultra-rapide des électrons à l'intérieur des molécules. |
| 2024  | John Hopfield                       | 1/2     | États-Unis                                                         | Pour leurs découvertes et inventions fondamentales qui ont rendu possible l'apprentissage automatique à l'aide de réseaux de neurones artificiels. | Pour leurs découvertes et inventions fondamentales qui ont rendu possible l'apprentissage automatique à l'aide de réseaux de neurones artificiels. |
| 2024  | Geoffrey Hinton                     | 1/2     | Canada Royaume-Uni                                                 | | |

## Liste alphabétique des lauréats
Mise à jour : Nobel 2024
Abrikosov (2003) - Agostini (2023) - Akasaki (2014) - Alferov (2000) - Alfvén (1970) - Alvarez (1968) - Amano (2014) - Anderson (C.D.) (1936) - Anderson (P.W.) (1977) - Appleton (1947) - Ashkin (2018) - Aspect (2022)
Bardeen (1956 et 1972) - Barish (2017) - Barkla (1917) - Basov (1964) - Becquerel (1903) - Bednorz (1987) - Bethe (1967) - Binnig (1986) - Blackett (1948) - Bloch (1952) - Bloembergen (1981) - Bohr (A.) (1975) - Bohr (N.) (1922) - Born (1954) - Bothe (1954) - Bragg (W.H.) (1915) - Bragg (W.L.) (1915) - Brattain (1956) - Braun (1909) - Bridgman (1946) - Brockhouse (1994) - de Broglie (1929)
Chadwick (1935) - Chamberlain (1959) - Chandrasekhar (1983) - Charpak (1992) - Chu (1997) - Clauser (2022) - Cockcroft (1951) - Cohen-Tannoudji (1997) - Compton (1927) - Cooper (1972) - Cornell (2001) - Cronin (1980) - Curie (M.) (1903) - Curie (P.) (1903)
Dalén (1912) - Davis (2002) - Davisson (1937) - Dehmelt (1989) - Dirac (1933)
Einstein (1921) - Englert (2013) - Esaki (1973)
Fermi (1938) - Fert (2007) - Feynman (1965) - Fitch (1980) - Fowler (1983) - Franck (1925) - Frank (1958) - Friedman (1990)
Gabor (1971) - Gell-Mann (1969) - de Gennes (1991) - Genzel (2020) - Ghez (2020) - Giacconi (2002) - Giaever (1973) - Ginzburg (2003) - Glaser (1960) - Glashow (1979) - Glauber (2005) - Goeppert-Mayer (1963) - Gross (2004) - Grünberg (2007) - Guillaume (1920)
Haldane (2016) - Hall (2005) - Hänsch (2005) - Haroche (2012) –  Hasselmann (2021) - Heisenberg (1932) - Hertz (1925) - Hess (1936) - Hewish (1974) - Higgs (2013) - Hinton (2024) - Hofstadter (1961) - 't Hooft (1999) - Hopfield (2024) - L'Huillier (2023) - Hulse (1993)  
Jensen (1963) - Josephson (1973)
Kajita (2015) - Kamerlingh Onnes (1913) - Kapitsa (1978) - Kastler (1966) - Kendall (1990) - Ketterle (2001) - Kilby (2000) - von Klitzing (1985) - Kobayashi (2008) - Koshiba (2002) - Kosterlitz (2016) - Krausz (2023) - Kroemer (2000) - Kusch (1955)
Lamb (1955) - Landau (1962) - von Laue (1914) - Laughlin (1998) - Lawrence (1939) - Lederman (1988) - Lee (D.M.) (1996) - Lee (T.D.) (1957) - Leggett (2003) - Lenard (1905) - Lippmann (1908) - Lorentz (1902)
Manabe (2021) - Marconi (1909) - Maskawa (2008) - Mather (2006) - Mayor (2019) - McDonald (2015) - van der Meer (1984) - Michelson (1907) - Millikan (1923) - Mössbauer (1961) - Mott (1977) - Mottelson (1975) - Mourou (2018) - Müller (1987)
Nakamura (2014) - Nambu (2008) - Néel (1970)
Osheroff (1996)
Paul (1989) - Parisi (2021) - Pauli (1945) - Peebles (2019) - Penrose (2020) - Penzias (1978) - Perl (1995) - Perrin (1926) - Phillips (1997) - Planck (1918) - Politzer (2004) - Powell (1950) - Prokhorov (1964) - Purcell (1952)
Queloz (2019)
Rabi (1944) - Rainwater (1975) - Raman (1930) - Ramsey (1989) - Rayleigh (1904) - Reines (1995) - Richardson (O.W.) (1928) - Richardson (R.C.) (1996) - Richter (1976) - Rohrer (1986) - Röntgen (1901) - Rubbia (1984) - Ruska (1986) - Ryle (1974)
Salam (1979) - Schawlow (1981) - Schrieffer (1972) - Schrödinger (1933) - Schwartz (1988) - Schwinger (1965) - Segrè (1959) - Shockley (1956) - Shull (1994) - Siegbahn (K.) (1981) - Siegbahn (K.M.B.) (1924) - Smoot (2006) - Stark (1919) - Steinberger (1988) - Stern (1943) - Störmer (1998) - Strickland (2018)
Tamm (1958) - Taylor (J.H.) (1993) - Taylor (R.E.) (1990) - Tcherenkov (1958) - Thomson (G.P.) (1937) - Thomson (J.J.) (1906) - Thorne (2017) - Thouless (2016) - Ting (1976) - Tomonaga (1965) - Townes (1964) - Tsui (1998)
Veltman (1999) - van Vleck (1977)
van der Waals (1910) - Walton (1951) - Weinberg (1979) - Weiss (2017) - Wieman (2001) - Wien (1911) - Wigner (1963) - Wilczek (2004) - Wilson (C.T.R.) (1927) - Wilson (K.G.) (1982) - Wilson (R.W.) (1978) – Wineland (2012)
Yang (1957) - Yukawa (1949)
Zeeman (1902) - Zeilinger (2022) - Zernike (1953)

## Nombre de prix par nationalité
| Pays        | Nombre de lauréats | Fraction de prix |
| ----------- | ------------------ | ---------------- |
| États-Unis  | 82                 | 38,088           |
| Allemagne   | 31                 | 17,916           |
| Royaume-Uni | 27                 | 17,166           |
| France      | 17                 | 10,083           |
| Japon       | 11                 | 4,25             |
| Pays-Bas    | 10                 | 6,25             |
| Russie      | 10                 | 3,916            |
| Italie      | 6                  | 3,5              |
| Canada      | 6                  | 2,333            |
| Autriche    | 5                  | 2,666            |
| Suisse      | 5                  | 2,25             |
| Suède       | 4                  | 3                |
| Danemark    | 3                  | 1,666            |
| Chine       | 3                  | 1,333            |
| Inde        | 2                  | 1,5              |
| Belgique    | 1                  | 0,5              |
| Hongrie     | 1                  | 0,5              |
| Irlande     | 1                  | 0,5              |
| Pakistan    | 1                  | 0,333            |
| Norvège     | 1                  | 0,25             |
| Total       | 227                | 118              |

## Dans la culture populaire
Dans l’épisode 23 de la 12e saison de la série américaine The Big Bang Theory (2019), les personnages d'Amy Farrah Fowler et Sheldon Cooper, respectivement interprétés par Mayim Bialik et Jim Parsons, reçoivent le prix Nobel de physique pour leur théorie sur la super-asymétrie.